# کبریت (فیلم)
«کبریت» (انگلیسی: Match (film)) یک فیلم است که در سال ۲۰۱۴ منتشر شد.